# ウェズリー・コレイラ
ウェズリー・コレイラ（Wesley Correira、1978年11月14日 - ）は、アメリカ合衆国の男性総合格闘家。ハワイ州ヒロ出身。BJ・ペンズMMA所属。元SuperBrawlヘビー級王者。ウェスリィ・"キャベツ"・コレイラとも表記される。

## 来歴
2000年7月22日、リングスアメリカ大会でプロデビューし、エリック・ペレに腕ひしぎ十字固めによる一本負けを喫した。
2002年9月27日、UFC初参戦となったUFC 39でティム・シルビアと対戦し、タオル投入によるTKO負けを喫した。
2003年4月25日、UFC2戦目となったUFC 42でショーン・アルバレスと対戦し、TKO勝ちを収めUFC初勝利となった。11月21日、UFC 45でタンク・アボットと対戦し、TKO勝ちを収めた。
2004年4月2日、UFC 47でアンドレイ・アルロフスキーと対戦し、パンチ連打によるTKO負け。UFC2勝2敗となった。
2004年5月7日、Rumble on the Rock 5でジョン・マーシュと対戦し、0-3の判定負け。UFCとの契約中にもかかわらずROTRに出場したため、ズッファから契約違反としてコレイラ本人およびBJ・ペン一族の運営するROTR本部に対して訴訟を起こされたが、2005年11月に和解した。
2004年11月20日、ハワイで開催されたRumble on the Rockで中尾芳広と対戦し、1-2の判定負けを喫した。
2005年7月29日、K-1初参戦となったK-1 WORLD GP 2005 in HAWAIIのHAWAII GP 1回戦でゲーリー・グッドリッジと対戦し、右ローキックでTKO負けを喫した。
2006年1月20日、Rumble on the Rock 8のメインイベントでバタービーンと対戦し、2R終了時にドクターストップによるTKO負けとなった。
2007年2月10日、EliteXC旗揚げ戦でアントニオ・シウバと対戦し、パウンドによるTKO負けを喫した。
2008年8月9日、K-1 WORLD GP 2008 IN HAWAIIで行なわれたUSA GPに出場。1回戦でバタービーンに左ハイキックによるKO勝ちを収めるも、準決勝でランディ・キムに2Rに2度のダウンを奪われKO負けを喫した。

## 戦績

### 総合格闘技
| 総合格闘技 戦績 | 総合格闘技 戦績 | 総合格闘技 戦績 | 総合格闘技 戦績 | 総合格闘技 戦績 | 総合格闘技 戦績 | 総合格闘技 戦績 |
| --------------- | --------------- | --------------- | --------------- | --------------- | --------------- | --------------- |
| 33 試合         | (T)KO           | 一本            | 判定            | その他          | 引き分け        | 無効試合        |
| 19 勝           | 15              | 2               | 1               | 1               | 0               | 0               |
| 14 敗           | 7               | 3               | 4               | 0               | 0               | 0               |

| 勝敗 | 対戦相手                   | 試合結果                           | 大会名                                                                     | 開催年月日     |
| ×    | ジェフ・フォード           | 1R 4:59 TKO（パンチ連打）          | WFC: Armageddon                                                            | 2008年4月12日  |
| ○    | ジェイコブ・ファアガイ     | 1R 2:17 TKO（肩の負傷）            | X-1 Events: Champions                                                      | 2008年1月26日  |
| ×    | クリス・マレス             | 5分3R終了 判定0-3                  | X-1: Extreme Fighting 2                                                    | 2007年3月17日  |
| ×    | アントニオ・シウバ         | 1R 3:49 TKO（パウンド）            | EliteXC: Destiny                                                           | 2007年2月10日  |
| ○    | キム・ジフン               | 1R TKO                             | PXC 8: Terror Dome                                                         | 2006年7月28日  |
| ×    | マイク・バートン           | 1R 1:46 TKO（カット）              | Rumble on the Rock: Beatdown                                               | 2006年6月17日  |
| ×    | 浜中和宏                   | 2R 1:53 チキンウィングアームロック | Rumble on the Rock 9                                                       | 2006年4月21日  |
| ×    | バタービーン               | 2R終了時 TKO（ドクターストップ）   | Rumble on the Rock 8                                                       | 2006年1月20日  |
| ○    | マニー・チョン             | 1R 1:50 TKO                        | FFCF 4: Collision                                                          | 2005年12月10日 |
| ○    | ジュニア・スア             | 1R 1:21 ギブアップ                 | Rumble on the Rock: Just Scrap                                             | 2005年11月5日  |
| ○    | ロイド・マーシュバンクス   | 1R 3:16 TKO                        | Rumble on the Rock: Showdown in Maui                                       | 2005年10月7日  |
| ×    | タンク・アボット           | 1R 1:23 KO（パンチ）               | Rumble on the Rock 7                                                       | 2005年5月7日   |
| ○    | ウォルト・ペルス           | 1R 0:23 KO（パンチ連打）           | WEC 14: Vengeance                                                          | 2005年3月17日  |
| ×    | 中尾芳広                   | 5分3R終了 判定1-2                  | Rumble on the Rock 6                                                       | 2004年11月20日 |
| ×    | ジョン・マーシュ           | 5分3R終了 判定0-3                  | Rumble on the Rock 5                                                       | 2004年5月7日   |
| ×    | アンドレイ・アルロフスキー | 2R 1:15 TKO（スタンドパンチ連打）  | UFC 47: It's On                                                            | 2004年4月2日   |
| ○    | タンク・アボット           | 1R 2:14 TKO（ドクターストップ）    | UFC 45: Revolution                                                         | 2003年11月21日 |
| ○    | スティーブ・サーイグ       | 1R 2:19 TKO                        | Rumble on the Rock 3                                                       | 2003年8月9日   |
| ○    | ジャスティン・エイラーズ   | 5分3R終了 判定2-1                  | SuperBrawl 30: Collision Course                                            | 2003年6月13日  |
| ○    | ショーン・アルバレス       | 2R 1:46 TKO（スタンドパンチ連打）  | UFC 42: Sudden IMPACT                                                      | 2003年4月25日  |
| ○    | ジョー・リッグス           | 2R 2:07 KO（膝蹴り＆パンチ）       | Rumble on the Rock 1                                                       | 2002年12月28日 |
| ○    | ジェイソン・ランバート     | 2R 1:48 KO                         | SuperBrawl 27 【SuperBrawlヘビー級王座決定戦】                             | 2002年11月9日  |
| ×    | ティム・シルビア           | 2R 1:43 TKO（タオル投入）          | UFC 39: The Warriors Return                                                | 2002年9月27日  |
| ○    | カウアイ・クピヒー         | 2R 2:53 TKO                        | Force Fighting Championships 1                                             | 2002年5月18日  |
| ○    | トラビス・ビュー           | 3R 1:40 ギブアップ（膝蹴り）       | SuperBrawl 24: Return of the Heavyweights 2 【ヘビー級トーナメント 2回戦】 | 2002年4月27日  |
| ○    | ケビン・ジョーダン         | 1R 4:28 TKO（パンチ連打）          | SuperBrawl 24: Return of the Heavyweights 1 【ヘビー級トーナメント 1回戦】 | 2002年4月26日  |
| ○    | レナート・ブルッツィ       | 2R 4:55 TKO（パンチ連打）          | SuperBrawl 23                                                              | 2002年3月9日   |
| ○    | アーロン・ブリンク         | 1R 1:08 TKO（パウンド）            | Shogun 1                                                                   | 2001年12月15日 |
| ○    | マイルス・ティナネス       | 2R 3:22 TKO（棄権）                | SuperBrawl 22                                                              | 2001年11月2日  |
| ○    | マルセロ・タイガー         | 2R 失格（頭突き）                  | SuperBrawl 21                                                              | 2001年5月24日  |
| ×    | プレストン・ハートゾグ     | 5分3R終了 判定1-2                  | Superbrawl: Futurebrawl 2000                                               | 2000年11月14日 |
| ×    | トラビス・フルトン         | 1R 4:49 腕ひしぎ十字固め           | SuperBrawl 19                                                              | 2000年10月26日 |
| ×    | エリック・ペレ             | 2R 2:30 腕ひしぎ十字固め           | Rings USA: Rising Stars Block B 【RISING STARS ヘビー級 1回戦】            | 2000年7月22日  |

### キックボクシング
| 勝敗 | 対戦相手               | 試合結果                                  | 大会名                                          | 開催年月日    |
| ×    | ランディ・キム         | 2R 1:00 KO（2ノックダウン：左ローキック） | K-1 WORLD GP 2008 IN HAWAII 【USA GP 準決勝】   | 2008年8月9日  |
| ○    | バタービーン           | 2R 0:53 KO（左ハイキック）                | K-1 WORLD GP 2008 IN HAWAII 【USA GP 1回戦】    | 2008年8月9日  |
| ×    | ゲーリー・グッドリッジ | 2R 2:43 TKO（右ローキック）               | K-1 WORLD GP 2005 in HAWAII 【HAWAII GP 1回戦】 | 2005年7月29日 |

## 獲得タイトル
- 初代SuperBrawlヘビー級王座（2002年）